# Фредерік Бергстрем
Фредерік Бергстрем (швед. Fredrik Bergström, нар. 9 липня 1990) — шведський яхтсмен, срібний призер Олімпійських ігор 2020 року.

## Виступи на Олімпіадах
| Олімпіада           | Дисципліна | Місце |
| ------------------- | ---------- | ----- |
| Ріо-де-Жанейро 2016 | 470        | 6     |
| Токіо 2020          | 470        | 2     |

## Зовнішні посилання
- Фредерік Бергстрем — олімпійська статистика на сайті Sports-Reference.com (англ.) (архівна версія)
- Фредерік Бергстрем на сайті World Sailing